# Hilde Heger

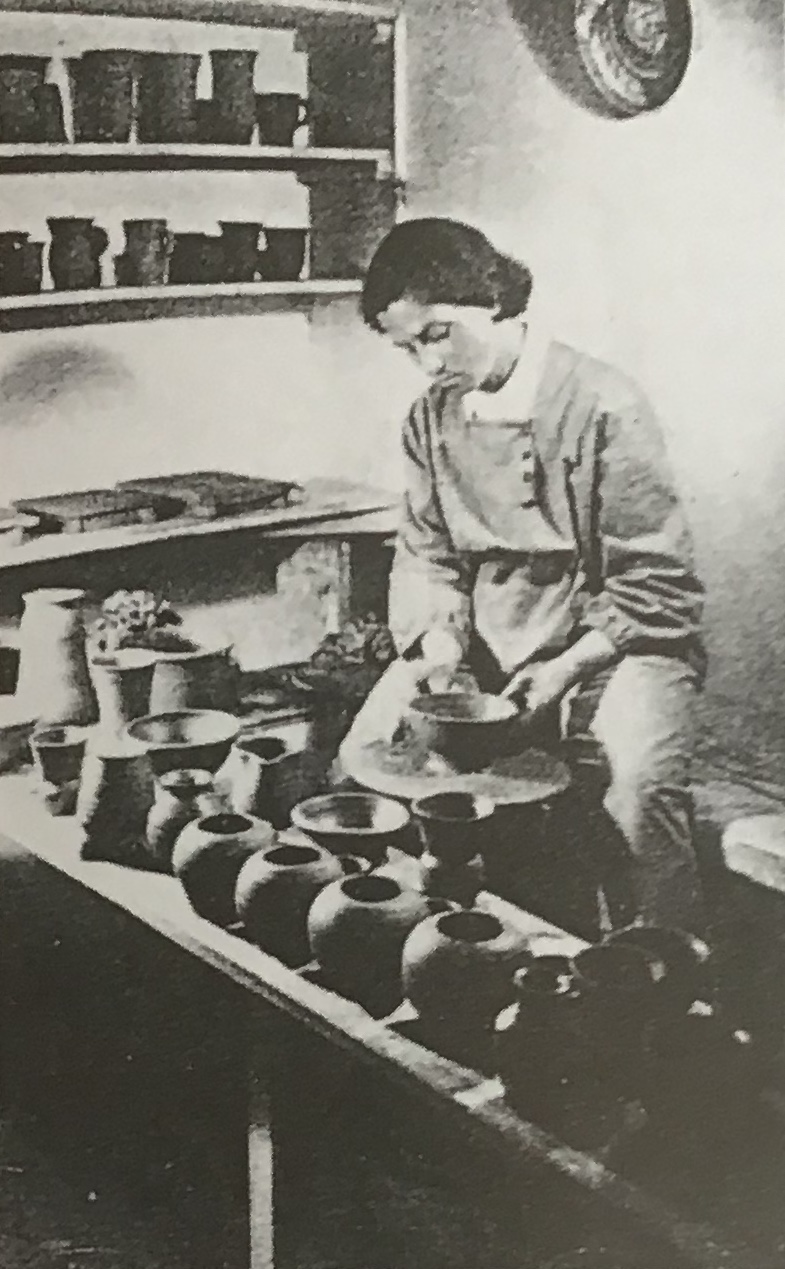
Hilde Heger

Hilde Heger (auch Hildegard Heger, * 26. Februar 1899 in St. Johann im Pongau; † 10. Juli 1998 in Salzburg) war eine Salzburger bildende Künstlerin.

## Leben

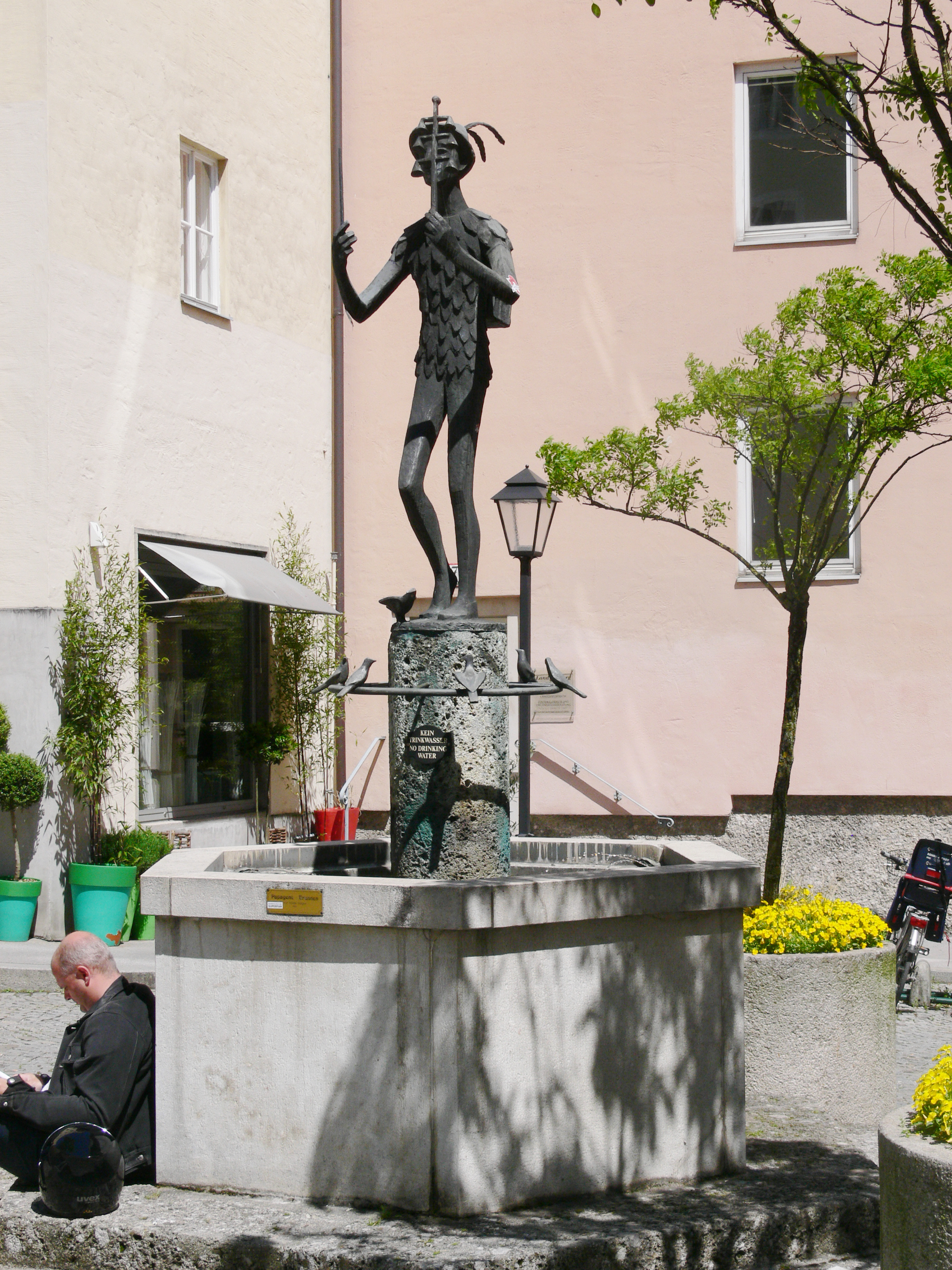
Hegers Papageno-Brunnen in Salzburg

Heger studierte an der Hochschule für angewandte Kunst in Wien bei Viktor Schufinsky, Adolf Böhm und Michael Powolny. Für die Stiftskirche Sankt Peter in Salzburg schuf sie ein Kriegerdenkmal und für das Nonntal Kindertrinkbrunnen, wie überhaupt Kinderbildnisse ihr Spezialgebiet waren.
In den 1920er Jahren arbeitete Heger kurzfristig im keramischen Atelier Martiny in Radstadt mit. Heger gestaltete zahlreiche Brunnen im öffentlichen Raum, berühmt ist unter anderem der Papageno-Brunnen in der Salzburger Pfeifergasse. Sie gestaltete einige expressionistische Entwürfe während ihrer Zeit in der Tonindustrie Scheibbs. Die Künstlerin fertigte auch Büsten berühmter österreichischer Zeitgenossen. Für ihr künstlerisches Wirken wurde Heger mehrfach ausgezeichnet, früh mit dem Österreichischen Staatspreis (1934).
Seit 1997 wird in Salzburg ein „Hilde-Heger-Frauenkunstpreis“ vergeben.

## Werke (Auszug)

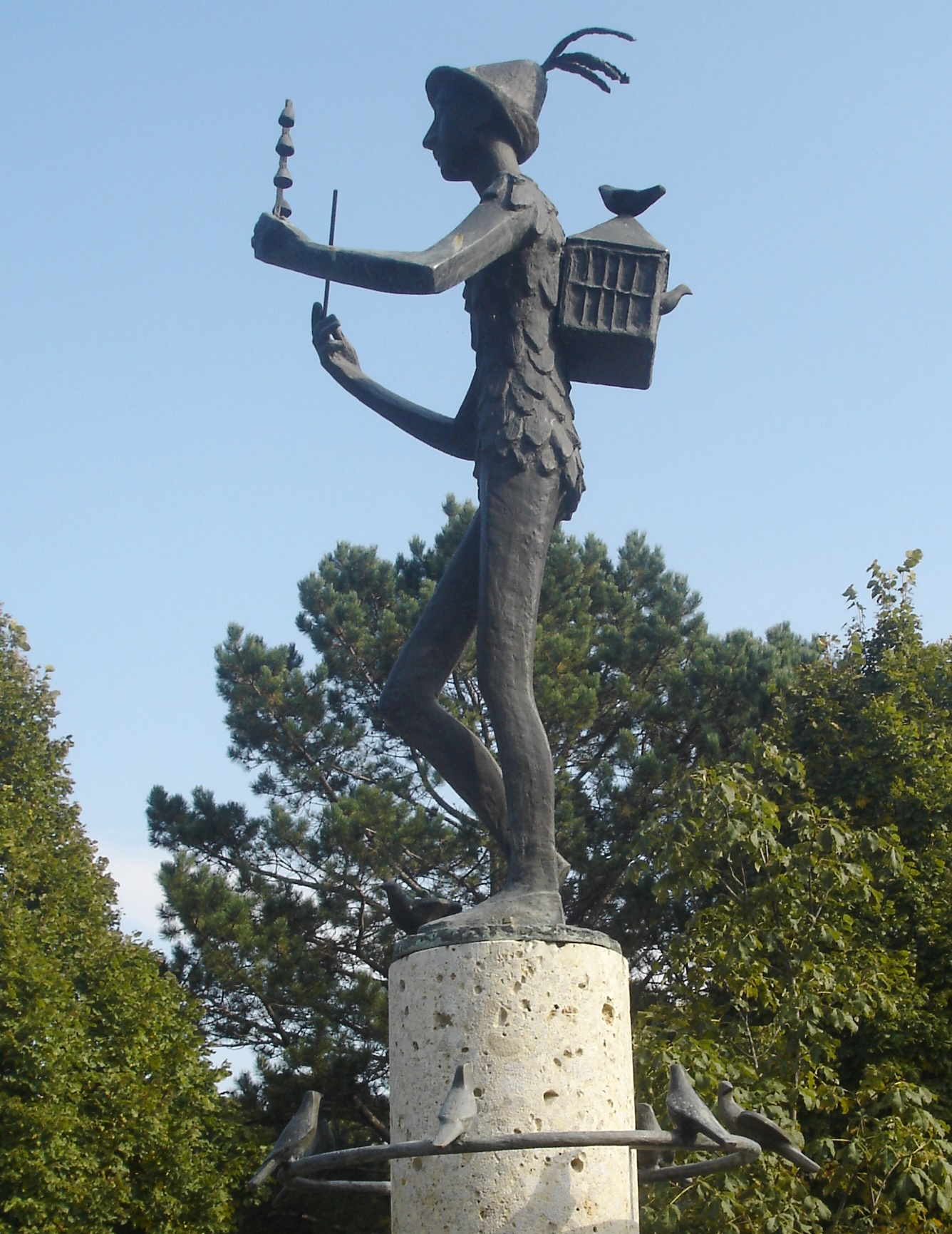
Der Papagenobrunnen im Wiener Kurpark Oberlaa

- Entenbrunnen, Schanzlpark, Salzburg, 1921 (laut SalzburgWiki 1959)
- Bildniskopf Dr. Franz Rehrl, nach 1922, Bronzehohlguss, Heeresgeschichtliches Museum, Wien
- Fischputtobrunnen, früher Hildmannplatz, jetzt vor der Elisabethkirche, Salzburg, 1954
- Papagenobrunnen, Papagenoplatz, Salzburg, 1960
- Papagenobrunnen, Kurpark Oberlaa, Wien, 1960
- Drei Rehe, Josef-Preis-Allee, Salzburg
- Fuchs, Keramikfigur beim Eingang zum Gasthof 'Alter Fuchs', Linzergasse
- Kriegerdenkmal, Friedhof St. Peter, Salzburg
- Nilpferdbrunnen, Strubergasse, Salzburg, 1967
- Rehgeiß mit zwei Kitzen, vor der Gynäkologischen Abteilung des Landeskrankenhauses, Salzburg